# Георг Адам II фон Щархемберг
Георг Адам II фон Щархемберг (на немски: Georg Adam 3.Fürst von Starhemberg; * 1 август 1785, Брюксел; † 7 април 1860, Виена) е 3. княз от стария австрийски благороднически род Щархемберг.

## Живот
Той е син (от пет деца) на австрийския дипломат 2. княз Лудвиг фон Щархемберг (1762 – 1833) и съпругата му Мари Луиза фон Аренберг (1764 – 1835), дъщеря на фелдмаршал херцог Карл Мария Раймунд фон Аренберг (1721 – 1778) и графиня Луиза Маргарета фон дер Марк-Шлайден (1730 – 1820). По-голям брат е на граф Георг Фридрих Лудвиг фон Щархемберг (* 22 януари 1802, Лондон; † 24 март 1834, Унгария), женен на 17 октомври 1828 г. в Бохемия за графиня Валерия де Бофор-Спонтин (* 11 октомври 1811, Брюксел; † 8 януари 1887, Брюксел).
Георг Адам II фон Щархемберг става след смъртта на баща му шеф на рода и наследник. Той умира бездетен 1860 г. и след смъртта му наследството отива на граф Антон Гундакар фон Щархемберг от по-младата линия.

## Фамилия
Георг Адам II фон Щархемберг се жени на 23 май 1842 г. за принцеса Алойзия фон Ауершперг (* 17 април 1812; † 16 ноември1891, Залцбург), дъщеря на принц Карл Вилхелм фон Ауершперг (1783 – 1847) и Мариана Августа фон Ленте (1790 – 1873). Бракът е бездетен.